# Pappophorum pappiferum
Pappophorum pappiferum är en gräsart som först beskrevs av Jean-Baptiste de Lamarck, och fick sitt nu gällande namn av Carl Ernst Otto Kuntze. Pappophorum pappiferum ingår i släktet Pappophorum och familjen gräs. Inga underarter finns listade i Catalogue of Life.